# Мордор (Харон)
Мордор је привремени назив за велику тамну површину од око 320 км у пречнику у близини Хароновог северног пола.
Добио је назив по земљи из књиге "Господар прстенова". Иако име још увек није званично, Кети Олкин је поменуо то име у НАСА-иној конференцији за новинаре, 15. јула 2015. године.
Још увек није познато шта је Мордор; могуће је да је то велики кратер, место смрзавања гасова из атмосфере, или комбинација оба.